# Scrophularia frigida
Scrophularia frigida är en flenörtsväxtart. Scrophularia frigida ingår i släktet flenörter, och familjen flenörtsväxter.

## Underarter
Arten delas in i följande underarter:
- S. f. frigida
- S. f. haussknechtii